# Viszlát, gengszter!
A Viszlát, gengszter! (eredeti cím: Kiss Toledo Goodbye) 1999-ben bemutatott független thriller-vígjáték, bűnügyi paródia, melyet Lyndon Chubbuck rendezett. A főszerepben Michael Rapaport, Christopher Walken, Robert Forster, Nancy Allen és Christine Taylor látható.
Egy fiatalember megtudja, hogy biológiai apja, akiről semmit sem tudott, egy bűnbanda főnöke. Miután apja meghal, átmenetileg neki kell átvennie a helyét, különben véres bandaháború tör ki.

## Cselekmény
Kevin és Deeann tökéletesen illenek egymáshoz. Kevin fiatal ohiói befektetési tanácsadó.
Egy délután, amikor Kevin épp egy klubból távozik, egy Max nevű gengszter megy oda hozzá, és elviszi egy bizonyos Sal Fortuna és csatlósai elé. 
Elmondják neki, hogy meggyilkolták a bűnöző-főnök biológiai apját (Robert Forster), akinek a létezéséről nem is tudott. Élet-halál kérdése, hogy néhány hétig maffiakeresztapának kell kiadnia magát, ami megakadályozza, hogy bandaháború törjön ki.
Új „családja” (értsd: a maffia) és apja főhadnagya (Christopher Walken) segítségével igyekszik titokban tartani ezt az új életet valódi családja, különösen nagyon féltékeny menyasszonya, Deeann (Christine Taylor) előtt. 
Ugyanakkor a munkahelyi főnöke nyomást gyakorol rá, hogy írja alá egy kétes befektetés átvilágítási jelentését. Kevin próbálja biztonságban tudni a családját, próbál kitérni a merényletkísérletek elől, és próbálja azt is kideríteni, ki ölte meg az apját.

## Szereplők
- Michael Rapaport – Kevin Gower, befektetési tanácsadó
- Christopher Walken – Max, Sal Fortuna jobbkeze
- Robert Forster – Sal Fortuna, Kevin biológiai apja
- Christine Taylor – Deeann Emory, Kevin barátnője
- Jamie Anderson – Wendy
- Nancy Allen – Madge, Kevin anyja
- Paul Schulze – Nicky
- Paul Ben-Victor – Vince
- Saul Stein – Anthony
- Robert Pine – Oz

## Fordítás
- Ez a szócikk részben vagy egészben  a   Kiss Toledo Goodbye című angol Wikipédia-szócikk fordításán alapul.  Az eredeti cikk szerkesztőit annak laptörténete sorolja fel. Ez a jelzés csupán a megfogalmazás eredetét és a szerzői jogokat jelzi, nem szolgál a cikkben szereplő információk forrásmegjelöléseként.
- Ez a szócikk részben vagy egészben  a   Kiss Toledo Goodbye című olasz Wikipédia-szócikk fordításán alapul.  Az eredeti cikk szerkesztőit annak laptörténete sorolja fel. Ez a jelzés csupán a megfogalmazás eredetét és a szerzői jogokat jelzi, nem szolgál a cikkben szereplő információk forrásmegjelöléseként.
- Ez a szócikk részben vagy egészben  a   Kiss Toledo Goodbye című spanyol Wikipédia-szócikk fordításán alapul.  Az eredeti cikk szerkesztőit annak laptörténete sorolja fel. Ez a jelzés csupán a megfogalmazás eredetét és a szerzői jogokat jelzi, nem szolgál a cikkben szereplő információk forrásmegjelöléseként.